# Bovel
Bovel es una localidad y comuna francesa en la región administrativa de Bretaña, en el departamento de Ille y Vilaine y distrito de Redon.

## Historia
El municipio independiente de Bovel fue creado en 1872, separándose de la comuna de Maure-de-Bretagne.

## Demografía
| ... | ... | ... | ... | ... | ... | ... | ... | ... | ... | ... | 569 | 571 | 627 | 580 | 648 | 643 | 637 | 609 | 589 | 516 | 513 | 489 | 496 | 446 | 425 | 390 | 388 | 306 | 303 | 312 | 331 | 547 |
| Para los censos de 1962 a 1999 la población legal corresponde a la población sin duplicidades (Fuente: INSEE [Consultar]) |     |     |     |     |     |     |     |     |     |     |     |     |     |     |     |     |     |     |     |     |     |     |     |     |     |     |     |     |     |     |     |     |